# Мамедов, Руслан Фаигович
Руслан Фаигович Мамедов — родился 01.01.1982 года в городе Протвино Московской области, является семнадцатикратным  чемпионом России, тринадцатикратным чемпионом мира и тринадцатикратным чемпионом Европы по армреслингу. Заслуженный мастер спорта России по армрестлингу.

## Биография
В детстве к Руслану относились неоднозначно, из-за его инвалидности. Кто то жалел его, а кто то откровенно издевался. Лишь немногие видели в нем не инвалида, а человека, обделенного вниманием. Возможно он так и зациклился бы в себе, если бы не трагедия другого человека. Его будущий тренер, Сергей Андреевич Вольховский попал в серьезную авто аварию. У него отказали ноги, но Сергей Андреевич не стал мериться со своей бедой, а решил тренировать ребят, с трудной судьбой. Одним из таких учеников стал Руслан Мамедов.
Руслан Мамедов стал заниматься спортом у Сергея Андреевича Вольховского в клубе «Надежда» города Протвино.
Первую награду - серебряную медаль завоевал в 2000 году в городе Шатура на Чемпионате России.
В 2005 году на V чемпионате ЦФО по армспорту Руслан Мамедов получил специальный приз от организатора турнира, первого чемпиона СССР по армрестлингу Юрия Пузакова «За волю к победе».
В 2006 году Руслану Мамедову было присвоено звание заслуженного мастера спорта.
В 2006 году был среди лучших спортсменов области.
Стал чемпионом по армспорту в апреле 2009 года.
Руслан Мамедов в борьбе на левой руке на чемпионате мира по армспорту, который проходил 22 ноября 2016 года в городе Румия в Польше занял 2 место.
В сентябре 2017 года был наблюдателем на участке в Протвино во время дополнительных выборов депутатов Совета депутатов города.
Руслан Мамедов становился стипендиатом премии Губернатора Московской области.

## Семья
Мать — Лидия Мамедова Отец — Мамедов Фаиг